# Lan bắp ngô
Lan bắp ngô hay lan núi đá, lan lưỡi bò, lan hoa đại, tuyệt lan nhiều hoa, đa hoa tuyệt lan, a cam cứng (danh pháp khoa học: Acampe praemorsa var. longepedunculata) là một loài lan bản địa thuộc những khu rừng nhiệt đới Nam Á và Đông Nam Á, sống bám trên thân cây hoặc vách đá ở độ cao trên 1800 mét.

## Miêu tả
Lan bắp ngô có thân không phân nhánh dài tới 1 m (40 in) và đường kính 20 mm (0,8 in). Những chiếc lá có hình dáng giống nhau. Các đỉnh của lá có hình tù và hai lớp không đều nhau. Cụm hoa không phân nhánh hoặc phân nhánh thưa, có nhiều hoa hơi thơm, mọc ngược, hình cốc, đường kính dưới 25 mm (1 in). Cánh hoa màu vàng, có sọc nâu tía; chúng có môi dưới dày, trắng, ba thùy và một cái cựa ngắn. Phía sau chúng là các viên nang hình trụ hoặc hình thoi.

## Phân bố và môi trường sống
Lan bắp ngô là loài bản địa của Quần đảo Andaman, Assam, Bangladesh, Bhutan, Campuchia, Trung Quốc, Ấn Độ, Lào, Malaysia, Myanmar, Nepal, Philippines, Sri Lanka, Thái Lan và Việt Nam. Loài này mọc ở rừng, hoặc mọc tầm gửi trên cành và thân cây, hoặc mọc trên đá, và thường tạo thành những đám dày đặc. Nó phân bố trong độ cao từ 300 đến 1.800 m (1.000 đến 6.000 ft).

## Sinh thái
Lan bắp ngô là một loài lan gây nhầm lẫn vì nó tạo ra một hương thơm có thể thu hút côn trùng nhưng sau đó không để chúng thụ phấn. Nó có khả năng tự tương thích, nhưng không phát triển bất kỳ cơ chế cụ thể nào để có thể tự thụ phấn. Ở khu tự trị Quảng Tây, miền nam Trung Quốc, nó ra hoa vào cuối tháng 8 và tháng 9, vào thời điểm trong năm khi mưa rơi gần như hàng ngày và côn trùng thụ phấn rất khan hiếm. Trong một nghiên cứu, sau nhiều giờ quan sát, người ta đã quan sát thấy một con côn trùng duy nhất đến thăm một bông hoa, nhưng sự thụ phấn đã không xảy ra. Thay vào đó, cây thể hiện sự ưa mưa; những giọt mưa rơi trên đầu nhị hoa làm bật nắp bao phấn, và những giọt nước nhỏ hơn nữa làm cho bao phấn bị đẩy lên trên, sau đó những đầu nhụy giống như dây đeo ngưng sự di chuyển của chúng và khiến chúng đậu vào khoang nhụy, dẫn đến tự thụ phấn. Tỷ lệ đậu trái cao xảy ra nhưng không có tác động của hạt mưa thì quá trình tự thụ phấn không xảy ra và không đậu trái.

## Hình ảnh

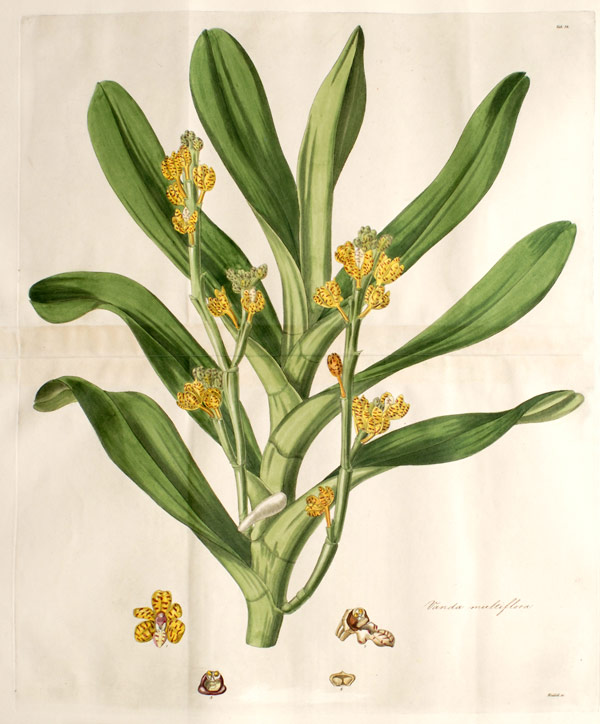
Hình minh họa một cây lan bắp ngô trong tác phẩm Collectanea Botanica (1821) bởi John Lindley
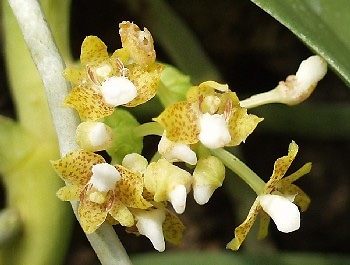
Một vài bông hoa lan bắp ngô